# Řetechov
Řetechov je místní část města Luhačovic. Leží 14,5 km severovýchodně od Uherského Brodu. Řetechov na východě hraničí s katastrem obce Pozlovice a Podhradí, na jihu s Ludkovicemi, na severu s obcí Provodov a na západě s osadou Pradlisko. Vesnice leží v nadmořské výšce 432 m. Počet obyvatel v roce 2001 činil 215.

## Historie a zajímavosti
Své jméno obec získala pravděpodobně přivlastňovací příponou -ov snad k osobnímu jménu Břetěch, které je domáckou zkratkou jména Břetislav. Poprvé se Řetechov připomíná v roce 1412.
| Rok            | 1869 | 1880 | 1890 | 1900 | 1910 | 1921 | 1930 | 1950 | 1961 | 1970 | 1980 | 1991 | 2001 |
| -------------- | ---- | ---- | ---- | ---- | ---- | ---- | ---- | ---- | ---- | ---- | ---- | ---- | ---- |
| Počet obyvatel | 248  | 250  | 245  | 272  | 264  | 277  | 262  | 229  | 238  | 230  | 204  | 179  | 215  |

## Pamětihodnosti
- Kaple svaté Anežky České
- Socha svatého Františka Saleského

## Fotogalerie

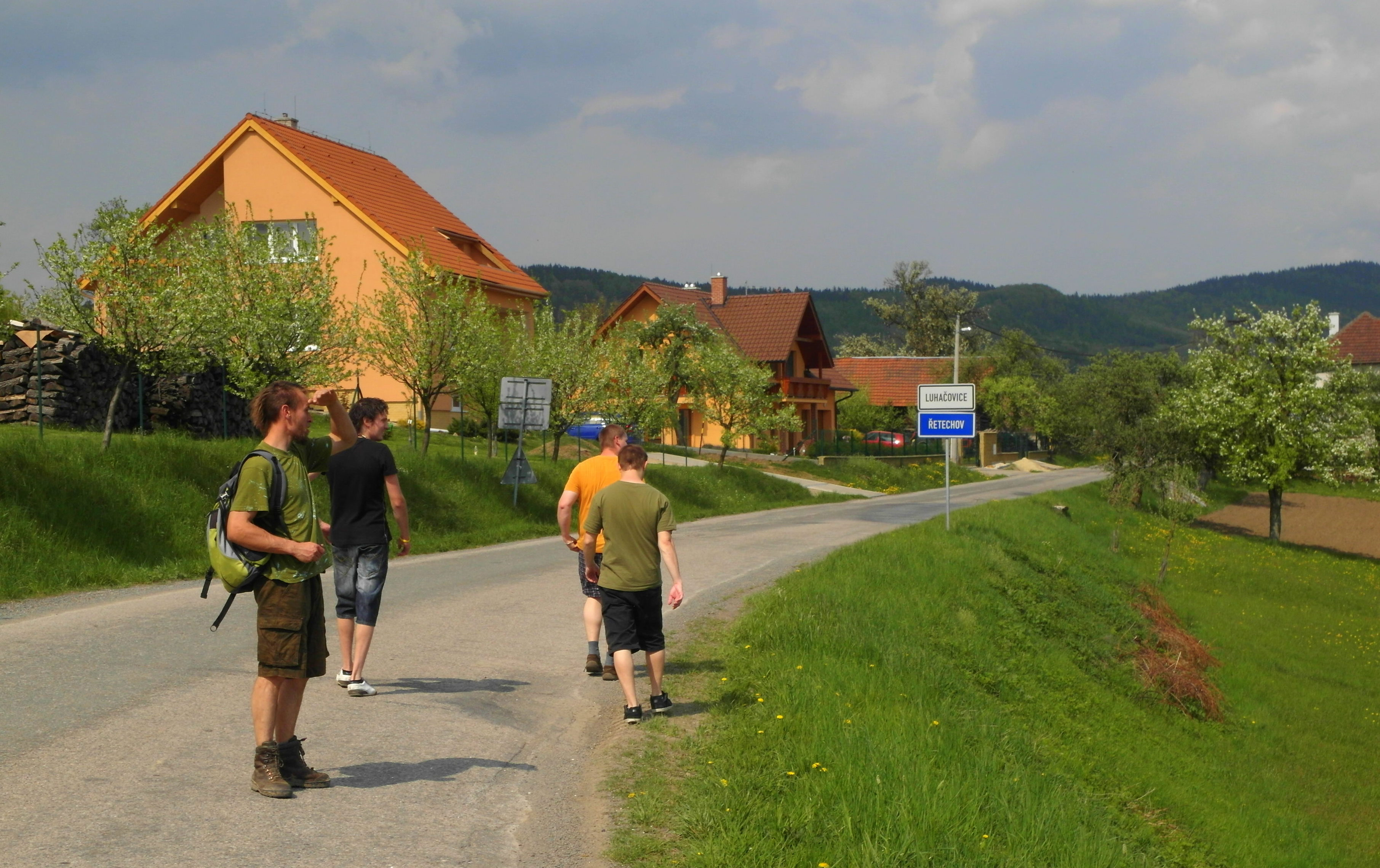
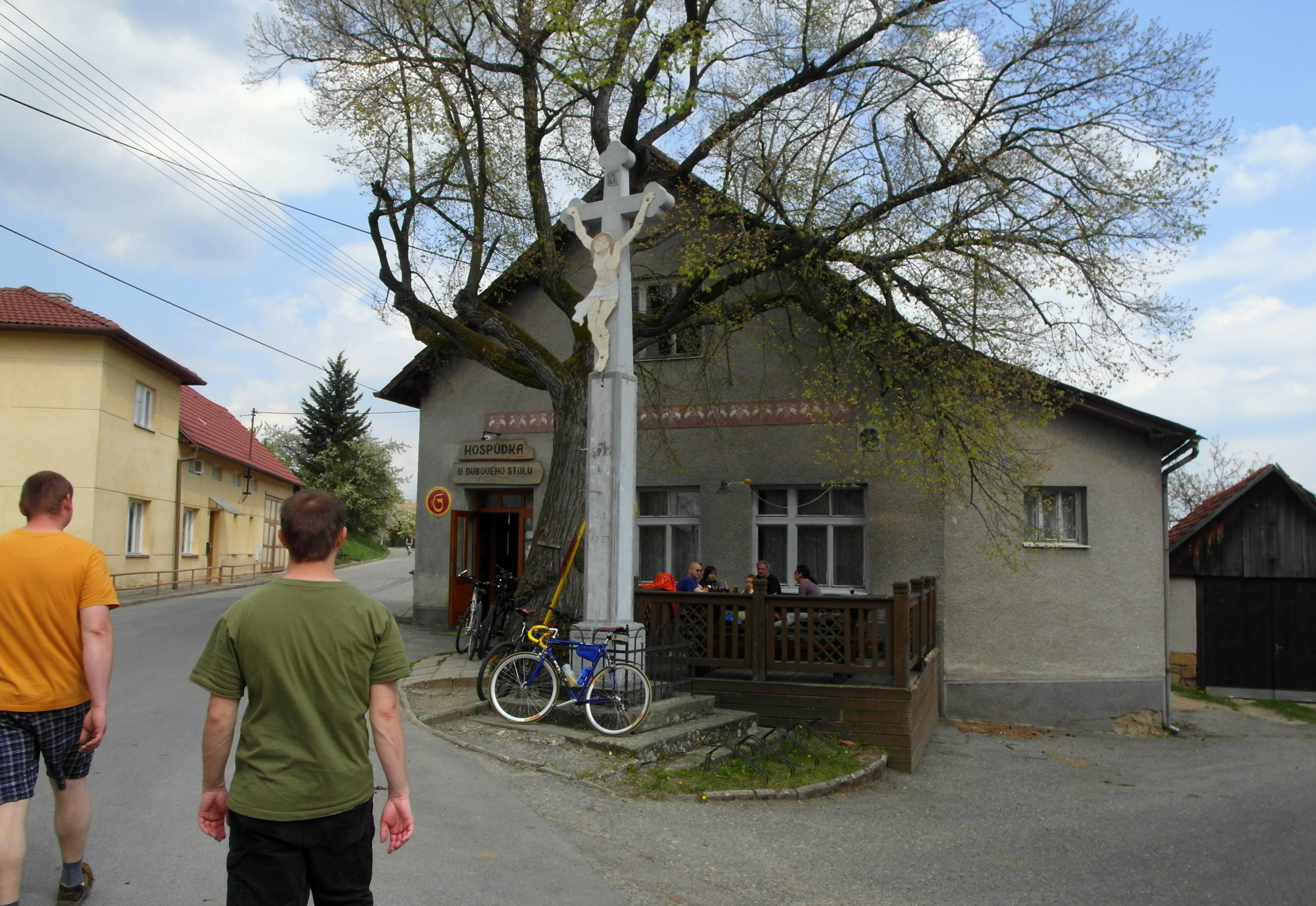
Hospoda v Řetechově v centru vesnice